# Монтенеродомо
Монтенеродомо (итал. Montenerodomo) је насеље у Италији у округу Кјети, региону Абруцо.
Према процени из 2011. у насељу је живело 424 становника. Насеље се налази на надморској висини од 1152 м.

## Становништво
Према резултатима пописа становништва 2011. у општини је живело 1.931 становника.
| 1931. | 1936. | 1951. | 1961. | 1971. | 1981. | 1991. | 2001. | 2011. |
| ----- | ----- | ----- | ----- | ----- | ----- | ----- | ----- | ----- |
| 1.974 | 1.950 | 2.002 | 1.800 | 1.276 | 1.135 | 1.020 | 936   | 1.931 |